# Конрад II фон Ербах
Конрад II фон Ербах (на немски: Konrad II von Erbach; * пр. 1269; † 16 май 1279/пр. 1320) е наследствен шенк на Ербах.
Той е син на шенк Еберхард III фон Ербах († 21 юли 1269), господар на Райхенберг, и съпругата му Анна фон Бикенбах († 1255/сл. 1269), дъщеря на Готфрид I фон Бикенбах († 1245) и Агнес фон Даун († 1254).
Брат е на Йохан I фон Ербах († 9 юни 1296), шенк на Ербах в Райхенберг, Хайнрих († сл. 1278), монах в Шьонау, и на Еберхард IV фон Ербах († 22 април 1312), шенк на Ербах в Михелщат. През 1270 г. Ербахите правят първата подялба, от която се създават трите линии:
- Стара линия Ербах-Ербах (до 1503)
- Средна линия Ербах-Райхенберг (Фюрстенау)
- Млада линия Ербах-Михелщат (до 1531)

Конрад II фон Ербах умира бездетен на 16 май 1279 г./пр. 1320 г. и е погребан в Щайнбах.

## Фамилия
Конрад II фон Ербах се жени за Гертрудис фон Цигенхайн († 15 януари 1279, погребана в Щайнбах), дъщеря на граф Бертхолд I фон Цигенхайн и Нида († 1258) и Айлика фон Текленбург († 1286), дъщеря на граф Ото I фон Текленбург и Мехтхилд фон Холщайн-Шауенбург. Те нямат деца.